# Urbin Péter
Urbin Péter (Debrecen, 1984. szeptember 17. –) magyar labdarúgó, csatárposzton játszik. Jelenleg a Debreceni EAC játékosa.

## Pályafutása
A Debreceni VSC utánpótlásához az Olasz Focisuliból került fel Pajkos János invitálására. Több, alsóbb osztályú csapatban is megfordult kölcsönben, játszott Hajdúböszörményben, Bőcsön és Balmazújvárosban is. A 2007-08-as szezonban a Bőcs házi gólkirálya lett 17 góllal, majd visszatért Debrecenbe.
2014-ben Balmazújvárosból a Dunaújvároshoz igazolt. A 2011-2012-es és a 2012-2013-as NB II-es idényben egyaránt 17 találattal volt gólkirály a Keleti csoportban, Dunaújvárosban hét gólt szerzett tizenhét bajnokin, majd Szolnokra igazolt. 2016 nyarán a Békéscsaba 1912 Előre játékosa lett.
2019-ben visszatért Debrecenbe, a Debreceni EAC játékosa és a DEAC U16-os korosztályának az edzője lett. Az első edzett csapatával, egyből az első évben megnyerte a 2019-2020-as Hajdú-Bihar megyei U16-os bajnokságot.

## Sikerei, díjai
Játékosként
- Balmazújvárosi FC, 2-szeres NB II-es gólkirály a 2011/2012-es és a 2012/2013-as idényben, mindkétszer 17 találattal.

Edzőként
- Debreceni EAC, 2019/2020, Hajdú-Bihar megyei U16-os bajnok. A csapat húzóemberei közé tartozik Borbás Bálint illetve Bagdi Róbert is.